# Јусо Хијетанен
Јусо Хијетанен (фин. Juuso Hietanen; Хеменлина, 14. јун 1985) професионални је фински хокејаш на леду који игра на позицији одбрамбеног играча.
Са екипом ХПК из Хаменлине у сезони 2005/06. освојио је титулу првака Финске. Током каријере играо је за руске клубове Торпедо и Динамо Москва у КХЛ лиги.
Са сениорском репрезентацијом Финске освојио је сребрну медаљу на Светском првенству 2014. у Минску, те бронзану медаљу на ЗОИ 2014. у Сочију.